# Gonzalo de Ovalle
Gonzalo de Ovalle y Ordoñez de Villaquirán, natural de Salamanca, hijo de Pedro Ordoñez de Villaquirán y de María de Villafuerte. Fue conquistador y encomendero en tierras de Guatemala. Fue alcalde mayor de la Ciudad Real de Chiapa.

## Otros datos biográficos
- Gonzalo de Ovalle y O. de V. recibió una encomienda en Ciudad Real de Chiapa, la cual tuvo sucesión en su hijo mayor Diego Ordóñez de Villaquirán (y Torres de Medinilla).[4]
- En 1562 ganó la encomienda de los pueblos de Estacostuy y Vistlan tras un pleito judicial.[5]